# La Triple Peste
La Triple Peste (titre original : Kolme katku vahel) est un roman historique de l'auteur estonien Jaan Kross publié pour la première fois en 1970. Le personnage principal de ce roman est Balthasar Russow (1536-1600) l'un des plus importants chroniqueurs de Livonie et d'Estonie. Le roman n'a pas été traduit en français.